# 美因茨05足球俱乐部
緬恩斯零五第一足球及體育會（簡稱：美因茨05），是一間位於德國西南部莱茵兰-普法尔茨州的首府美因茨市的體育俱樂部，成立於1905年3月16日，主要分為足球部、手球部及部。目前是的球隊之一。

## 球會歷史

### 早年歲月
早於1903年已嘗試組織足球隊，但以失敗告終，兩年後終於成功創立「1. Mainzer Fussballclub Hassia 1905」。在「德國南部聯會聯賽」（Süddeutschen Fußballverband）比賽一段時間後，球隊與「Mainzer TV 1817」名為「FC Hermannia 07」的足球部合併組成「1. Mainzer Fussballverein Hassia 05」，於1912年8月從名字中刪除「Hassia」。
第一次世界大戰後的1919年，球隊再與「Sportverein 1908 Mainz」合併組成「1. Mainzer Fußball- und Sportverein 05」，暱稱「Die Nullfünfer」是具有爭標實力的球隊，在兩次大戰之間贏得多次地區聯賽冠軍，更於1921年晉級全國錦標賽的初賽圈。

### 納粹時期
1920年代末到1930年代初，美因茨在「萊茵-黑森區級聯賽」（Bezirksliga Main-Hessen ）的黑森賽區（Gruppe Hessen）獲得不錯的成績，包括1932年及1933年兩奪冠軍。當納粹德國重組聯賽制度後，戰績輝煌的美因茨獲編入16個頂級聯賽中的「西南省際聯賽」（Gauliga Südwest），但僅能維持一季即降級。1938年被迫與「Reichsbahn SV Mainz」合併，以「Reichsbahn SV Mainz 05」的名義繼續比賽直到第二次世界大戰完結。

### 進軍德甲
第二次世界大戰後美因茨再次參加頂級聯賽的「西南州級聯賽」（Oberliga Südwest）中角逐，但只屬中游份子。當新的職業聯賽德甲在1963年成立時，美因茨被置於第二級的地區聯賽（Regionalliga），此後40年大部分時間在第二級聯賽中打拚。由於財務困難於1970年代末到1980年代初降級到「西南業餘州級聯賽」（Amateur Oberliga Südwest (III)），於1982年奪得德國業餘足球錦標賽冠軍（Deutsche Amateurmeisterschaft）。
美因茨於1988年曾升級到職業的德乙一個球季，降級後於1990年再次返回德乙，最初美因茨被視為降級熱門，每季需為護級而苦苦掙扎。在非正統的主教練沃尔夫冈·弗兰克（Wolfgang Frank）任教期間，美因茨成為少數採用平排四人防線的德國球隊，有別於一般採用人盯人加清道夫的防守戰術。
1997年、2002年及2003年獲得3個升級名額之後的第四位而未能到頂級聯賽中角逐，2002年獲得64分而成為歷來德乙得分最高而未能升級的球隊；2003年更於最後一場比賽補時的93分鐘才被否定升級的權利。但努力最終沒有白費，於2004年在尤尔根·克洛普（Jürgen Klopp）帶領下升級德甲，在頂級聯賽中逗留三個球季。
美因茨於2004/05球季比賽成績上有了很大的突破，經由歐洲足協的“公平競技榜”而獲得了參加歐洲足協盃的機會。在2008-09賽季的德乙聯賽中，美因茨獲得第2位，直接升入2009-10賽季的德甲聯賽。

## 主場球場
美因茨05的主場于2011年7月3日正式迁至可容33,500人的欧宝竞技场。而此前使用的布鲁赫路体育场（Stadion am Bruchweg）始建於1928年，並於1955年、1981年、1997年和2002年作過整修，可容納20,300人。

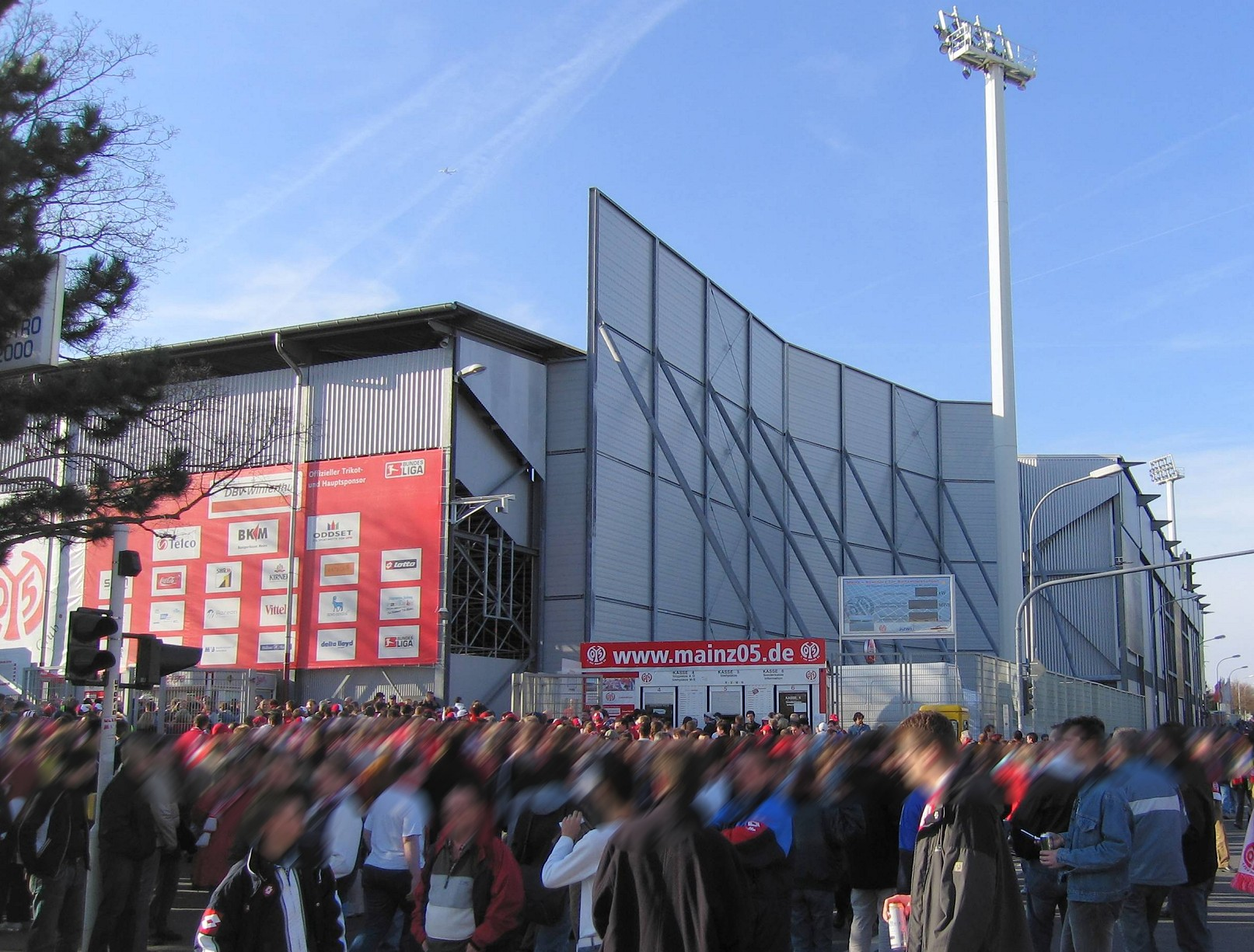
布魯赫路體育場
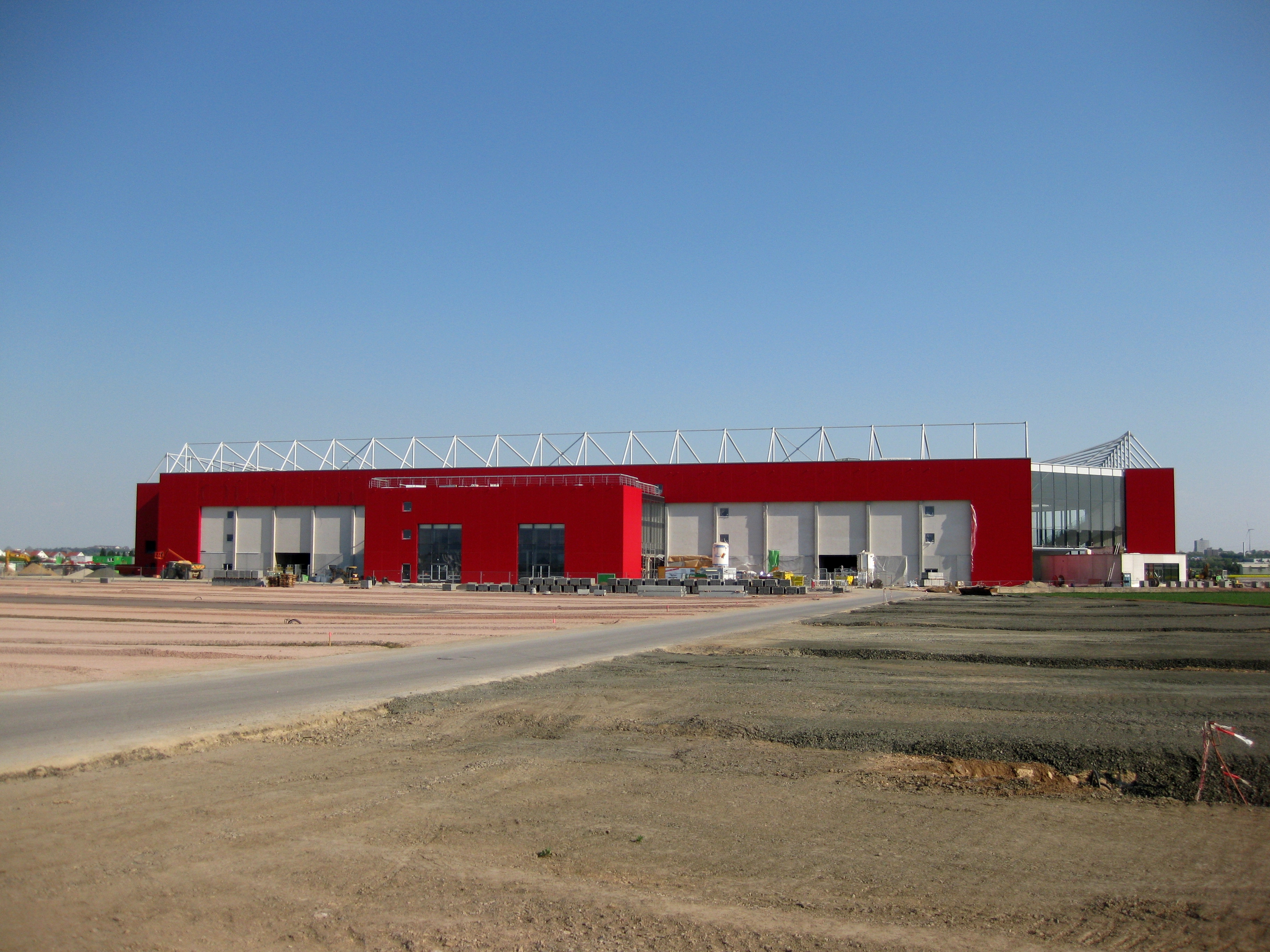
欧宝竞技场

## 球會榮譽
- 德國業餘足球錦標賽冠軍冠軍：1982年；
- 入選歐洲足協公平競技：2005年；
- 萊茵黑森-薩爾區級聯賽(I)冠軍：1927年；
- 萊茵-黑森區級聯賽黑森賽區(I)冠軍：1932年、1933年；
- 球地區聯賽西南部賽區(II)冠軍：1973年；
- 州級聯賽西南部賽區(III)冠軍：1981年、1988年、1990年、2003年（二隊）、2008年（二隊）；
- 業餘州級聯賽西南部賽區(III)冠軍：1978年；

## 球员（2025-2026赛季）
1. 粗體字為新加盟球員（青年隊提升不計）。
2. 2025年夏季轉會窗（英语：List of German football transfers summer 2025）：6月1日至10日，6月16日至9月1日。

### 现役球员
| 號碼  | 國籍       | 球員                                           | 位置     | 年齡  | 加盟年份 | 前屬球會     | 轉會費              |
| 門 將 | 門 將      | 門 將                                          | 門 將    | 門 將 | 門 將    | 門 將        | 門 將               |
| ----- | ---------- | ---------------------------------------------- | -------- | ----- | -------- | ------------ | ------------------- |
| 1     | 德国       | 拉斯·里斯（Lasse Rieß）                        | 門將     | 24    | 2021     | 青年隊       | --                  |
| 27    | 德国       | 羅賓·岑特納（Robin Zentner）                   | 門將     | 30    | 2014     | 青年隊       | --                  |
| 33    | 德国       | 丹尼尔·巴茨（Daniel Batz）                     | 門將     | 34    | 2023     | 薩爾布呂肯   | 無透露              |
| 后 卫 |            |                                                |          |       |          |              |                     |
| 2     | 奥地利     | 菲利普·姆韋內（Phillipp Mwene）                | 左后卫   | 31    | 2023     | PSV恩荷芬    | 100萬歐元           |
| 5     | 德国       | 马克西·莱特施（Maxim Leitsch）                 | 中后卫   | 27    | 2022     | 波鸿         | 350萬歐元           |
| 15    | 美国       | 倫納德·馬隆尼（Lennard Maloney）               | 中后卫   | 25    | 2025     | 海登海姆     | 50萬歐元            |
| 16    | 德国       | 斯特凡·贝尔（Stefan Bell）                     | 中后卫   | 33    | 2010     | 青年隊       | --                  |
| 19    | 法國       | 安東尼·卡西（Anthony Caci）                    | 右后卫   | 28    | 2022     | 斯特拉斯堡   | 自由轉會            |
| 21    | 德国       | 丹尼·（Danny da Costa）                        | 中后卫   | 32    | 2021     | 法兰克福     | 自由轉會            |
| 22    | 奥地利     | 尼古拉斯·维拉奇尼（Nikolas Veratschnig）       | 右后卫   | 22    | 2024     | 沃爾夫斯貝格 | 80萬歐元            |
| 25    | 挪威       | 安德烈亞斯·漢切-奧爾森（Andreas Hanche-Olsen） | 中后卫   | 28    | 2023     | 根特         | 250萬歐元           |
| 30    | 瑞士       | （Silvan Widmer）                              | 右后卫   | 32    | 2021     | 巴塞爾       | 250萬歐元           |
| 47    | 德国       | 马克西姆·达尔（Maxim Dal）                     | 中后卫   | 19    | 2024     | 青年隊       | --                  |
| 中 場 |            |                                                |          |       |          |              |                     |
| 6     | 日本       | 佐野海舟（Kaishū Sano）                        | 防守中場 | 24    | 2024     | 鹿島鹿角     | 200萬歐元           |
| 7     | 大韩民国   | 李在城（Lee Jae-sung）                         | 進攻中場 | 33    | 2021     | 基爾         | 自由轉會            |
| 8     | 德国       | （Paul Nebel）                                 | 進攻中場 | 22    | 2020     | 青年隊       | --                  |
| 14    | 大韩民国   | 洪賢錫（Hong Hyun-seok）                       | 進攻中場 | 26    | 2024     | 根特         | 400萬歐元           |
| 18    | 德国       | （Nadiem Amiri）                               | 正中場   | 28    | 2024     | 利華古遜     | 100萬歐元           |
| 31    | 德国       | （Dominik Kohr）                               | 防守中場 | 31    | 2021     | 法蘭克福     | 150萬歐元           |
| 41    | 阿尔巴尼亚 | 恩尼斯·萨巴尼（Eniss Shabani）                 | 正中場   | 22    | 2023     | 青年隊       | --                  |
| 前 鋒 |            |                                                |          |       |          |              |                     |
| 9     | 法國       | 阿諾·諾丹（Arnaud Nordin）                     | 右翼     | 27    | 2025     | 蒙彼利埃     | 100萬歐元           |
| 11    | 德国       | 阿明多·西布（Armindo Sieb）                    | 輔鋒     | 22    | 2024     | 拜仁慕尼黑   | 100萬歐元(租借兩季) |
| 17    | 德国       | （Benedict Hollerbach）                        | 中鋒     | 24    | 2025     | 柏林联盟     | 1,000萬歐元         |
| 44    | 德国       | 纳尔逊·魏珀（Nelson Weiper）                   | 中鋒     | 20    | 2022     | 青年隊       | --                  |

1. ↑  租借上半季(21/22)，後自由轉會
2. ↑  租借一季(21/22)，後買斷

### 外借球員
| 號碼             | 國籍             | 球員             | 位置             | 年齡             | 加盟年份         | 外借球會         | 外借球季         |
| 2025年夏季轉會窗 | 2025年夏季轉會窗 | 2025年夏季轉會窗 | 2025年夏季轉會窗 | 2025年夏季轉會窗 | 2025年夏季轉會窗 | 2025年夏季轉會窗 | 2025年夏季轉會窗 |
| ---------------- | ---------------- | ---------------- | ---------------- | ---------------- | ---------------- | ---------------- | ---------------- |

### 離隊球員
1. 『*』為先租出一季或半季後售出。

| 號碼             | 國籍             | 球員                               | 位置             | 年齡             | 加盟年份         | 加盟球會         | 轉會費           |
| 2025年夏季轉會窗 | 2025年夏季轉會窗 | 2025年夏季轉會窗                   | 2025年夏季轉會窗 | 2025年夏季轉會窗 | 2025年夏季轉會窗 | 2025年夏季轉會窗 | 2025年夏季轉會窗 |
| ---------------- | ---------------- | ---------------------------------- | ---------------- | ---------------- | ---------------- | ---------------- | ---------------- |
| 3                | 德国             | （Moritz Jenz）                    | 中后卫           | 26               | 2024             | 沃尔夫斯堡       | 租借歸還         |
| 19               | 法國             | 卢多维奇·阿约克（Ludovic Ajorque） | 中鋒             | 31               | 2024             | 布雷斯特         | 200萬歐元*       |
| 29               | 德国             | （Jonathan Burkardt）              | 中鋒             | 25               | 2018             | 法兰克福         | 2,100萬歐元      |

## 著名球員
- 高普 （Jürgen Klopp)
- 迪莫哈默迪（Sirous Dinmohammadi）
- （Manuel Friedrich）
- 科斯塔迪诺夫（Emil Kostadinov）
- （Mohammed Zidan）
- （Andrey Voronin）
- 索托（Elkin Soto）
- （Felix Borja）
- 武藤嘉紀（Yoshinori Muto）

## 外部連結
- http://www.mainz05.de/ （页面存档备份，存于）